# Gooty
Gooty (Telugu గుత్తి, ehemals Gowthampuri) ist eine Stadt mit ca. 50.000 Einwohnern im Distrikt Anantapur im südindischen Bundesstaat Andhra Pradesh.

## Lage und Klima
Die Stadt Gooty liegt etwa 50 km (Fahrtstrecke) nördlich der Distriktshauptstadt Anantapur; nächstgelegene Großstadt ist Ballari im Bundesstaat Karnataka. Das Klima ist meist warm bis heiß; Regen (ca. 400 mm/Jahr) fällt überwiegend während der sommerlichen Monsunzeit.

## Bevölkerung
| Jahr      | 1991   | 2001   | 2011   | 2021  |
| Einwohner | 37.814 | 43.389 | 48.658 | k. A. |

Ungefähr 74,5 % der Einwohner sind Hindus, ca. 22,5 % sind Moslems und knapp 3 % sind Christen. Die Hauptsprache ist Telugu, aber auch Hindi und Englisch werden oft verstanden.

## Wirtschaft
Die Wirtschaft ist beinahe ausschließlich landwirtschaftlich orientiert.

## Geschichte
Über die frühe Geschichte des Ortes ist nichts bekannt. Acht Felsinschriften aus der Zeit des Chalukya-Herrschers Vikramaditya VI. (reg. 1076–1126) wurden im Fortbereich entdeckt. Später kam der Ort unter die Kontrolle des Vijayanagar-Reiches, dann des Qutb-Schāhī-Sultanats, der Moguln und der Marathen; ab etwa 1820 übernahmen die Briten die Herrschaft in der Region.

## Sehenswürdigkeiten
Das Gooty-Fort ist eine der imposantesten Festungsanlagen im Süden Indiens; es weist Spuren mehrerer Eroberer auf.